# Superpohár UEFA 1977
Čtvrtý ročník Superpoháru UEFA se odehrával na dva zápasy mezi vítězem Poháru mistrů evropských zemí v ročníku 1976/77 – Liverpool FC – a vítězem Poháru vítězů pohárů ve stejném ročníku – Hamburger SV.
Hrálo se na dva zápasy. První se odehrál 22. listopadu 1977 na Volksparkstadion v Hamburku s výsledkem 1:1 a druhý konaný 6. prosince téhož roku na stadionu Anfield v Liverpoolu skončil vítězstvím domácích 6:0.

## Zápas

### 1. zápas
| 22. listopadu 1977 |       |                      |                                                     |
| Hamburger SV       | 1 : 1 | Liverpool FC         | Volksparkstadion, Hamburk rozhodčí: António Garrido |
| Keller 29'         |       | 65' David Fairclough | Volksparkstadion, Hamburk rozhodčí: António Garrido |

### 2. zápas
| 6. prosince 1977                                                 |       |              |                                           |
| Liverpool FC                                                     | 6 : 0 | Hamburger SV | Anfield, Liverpool rozhodčí: Ulf Eriksson |
| Thompson 21' McDermott 40' (55), 56' Fairclough 86' Dalglish 88' |       |              | Anfield, Liverpool rozhodčí: Ulf Eriksson |

## Vítěz
| Superpohár UEFA 1977 Liverpool FC (1. vítězství) |